# 吳平城
吳平城（1914年—2004年），台灣台南州新豐郡安順庄海尾寮人，神靖丸沈船事件的生還者之一。為海尾寮首位長期留守服務家鄉達20年的西醫，早期以腳踏車/摩托車代步，前往台江十六寮居民的家中看診。

## 生平
吳平城生於1914年（大正三年11月14日) 的台灣台南州新豐郡安順庄海尾寮（現台南市安南區海尾（海東里）。幼年就讀于新化公學校、台南第二公學校、安順公學校/媽祖宮分教場（今海東國小）。少年時期, 進入台南師範學校附屬公學校高等科、台南師範學校普通科，並於五年級時退學前往日本京都兩洋中學就讀1年準備大專考試。
1934年（昭和九年）吳平城進入岩手醫學專門學校。1938年畢業後,先至台南州西港庄西港組合病院任醫師，隔年即返回安順庄海尾十字路開設「厚生醫院」，設有兒科、內科以及一般科。 當時，由於海尾寮的醫療資源十分稀少，所以吳平城除在醫院為病人看診外，平日皆骑摩托車前往台江十六寮的病患家中看診; 天候惡劣環境下更須使用腳踏車或搭牛車涉入淹水災區看診。
1944年（昭和十九年），第二次世界大戰期間，吳平城受日本軍方徵調前往南洋擔任囑託軍醫，然而其搭乘的「神靖丸」在1945年1月12日遭到盟軍擊沈于越南西貢外海的聖雀岬湾。吳平城是其中少數的生還者之一。之後，他繼續任職於新加坡海軍病院、西貢聖雀岬病院、西貢海軍病院以至終戰。44年後的1989年, 他才將戰爭期間的日記改寫發表成《軍醫日記》等。
第二次世界大戰結束8個月之後，1946年5月1日吳平城才得以從越南被盟軍以船運送返鄉。之後継續在台南市安南區(安順庄改名)十字路的厚生醫院開業。並在1949年（民國三十八年）擔任安南區衛生所主任。1958年，才決定遷往臺北市開業。
吳平城於1977年移民至美国，退休後定居洛杉矶，並與妻子黃廣美女士育有三子一女。

## 著作
- 《軍醫日記》

- 《海軍軍醫日記》

- 《老醫生回憶錄》[3]

## 相關研究
許雪姬。〈台灣史上一九四五年八月十五日前後─日記如是說「終戰」〉。《臺灣文學學報》第13期（2008）：頁151-178。